# Křenice (okres Klatovy)
Křenice (Duits: Krenitz) is een Tsjechische gemeente in de regio Pilsen, en maakt deel uit van het district Klatovy.
Křenice telt 162 inwoners.
Běhařov ·
Běšiny ·
Bezděkov ·
Biřkov ·
Bolešiny ·
Břežany ·
Budětice ·
Bukovník ·
Čachrov ·
Černíkov ·
Červené Poříčí ·
Číhaň ·
Čímice ·
Dešenice ·
Dlažov ·
Dlouhá Ves ·
Dobršín ·
Dolany ·
Domoraz ·
Dražovice ·
Frymburk ·
Hamry ·
Hartmanice ·
Hejná ·
Hlavňovice ·
Hnačov ·
Horažďovice ·
Horská Kvilda ·
Hrádek ·
Hradešice ·
Chanovice ·
Chlistov ·
Chudenice ·
Chudenín ·
Janovice nad Úhlavou ·
Javor ·
Ježovy ·
Kašperské Hory ·
Kejnice ·
Klatovy ·
Klenová ·
Kolinec ·
Kovčín ·
Křenice ·
Kvášňovice ·
Lomec ·
Malý Bor ·
Maňovice ·
Měčín ·
Mezihoří ·
Mlýnské Struhadlo ·
Modrava ·
Mochtín ·
Mokrosuky ·
Myslív ·
Myslovice ·
Nalžovské Hory ·
Nehodiv ·
Nezamyslice ·
Nezdice na Šumavě ·
Nýrsko ·
Obytce ·
Olšany ·
Ostřetice ·
Pačejov ·
Petrovice u Sušice ·
Plánice ·
Podmokly ·
Poleň ·
Prášily ·
Předslav ·
Rabí ·
Rejštejn ·
Slatina ·
Soběšice ·
Srní ·
Strašín ·
Strážov ·
Sušice ·
Svéradice ·
Švihov ·
Tužice ·
Týnec ·
Újezd u Plánice ·
Velhartice ·
Velké Hydčice ·
Velký Bor ·
Vrhaveč ·
Vřeskovice ·
Zavlekov ·
Zborovy ·
Železná Ruda ·
Žihobce ·
Žichovice